# Democratische Regering van Albanië
De Democratische Regering van Albanië (Albanees: Qeveria Demokratike e Shqipërisë) was de voorlopige regering van Albanië van 1944 tot 1946. De interim-premier was secretaris-generaal Enver Hoxha van de Communistische Partij van Albanië. De interim-regering zou blijven bestaan tot de verkiezingen en de bijeenroeping van een grondwetgevende vergadering.
De voorlopige regering werd opgericht op 20 oktober 1944 door de Nationale Bevrijdingsbeweging. De regering kwam aan de macht na de bevrijding van het land van de Duitse troepen op 28 november door het Albanese partisanenverzet. De regering werd geleid door de Nationale Bevrijdingsbeweging, die op haar beurt werd gedomineerd door de Communistische Partij. Vanaf het begin was de regering een communistische staat. Het zette de nationalist Balli Kombëtar buitenspel, wat enigszins werd vergemakkelijkt door zijn samenwerking met de nazi's. Koning Zog I werd effectief onttroond; de democratische regering verbood hem ooit terug te keren naar het land. De regering bouwde snel broederlijke relaties op met andere communistische landen.
Op 2 december 1945 werden verkiezingen gehouden. Tegen die tijd had de regering zich omgevormd tot het Democratisch Front van Albanië, de enige organisatie die aan de verkiezingen deelnam. Op 10 januari 1946 werd de Volksrepubliek Albanië uitgeroepen.